# Big Spring Creek
La Big Spring Creek est un cours d'eau américain qui coule dans les comtés de Saguache et Alamosa, au Colorado. Elle prend naissance dans les parc national et réserve des Great Sand Dunes et se jette dans le San Luis Lake, au sein du San Luis State Park. Elle est classée National Natural Landmark depuis 2012.